# Gary Lauck
Gerhard Rex „Gary“ Lauck (* 12. Mai 1953 in Milwaukee, Wisconsin, USA) ist ein US-amerikanischer Neonazi und Holocaustleugner. Er zählt zu der Gruppe der Neonazis und Geschichtsrevisionisten, die die gesamte Darstellung der neueren Zeitgeschichtsforschung bezüglich Holocaust, Zweitem Weltkrieg, dessen Ursachen und Hintergründen ablehnen.

## Leben
Lauck, Sohn deutschstämmiger Eltern, wurde in einem deutschen Wohnviertel in Milwaukee geboren. Er wurde zum Verehrer Adolf Hitlers und gründete 1972 mit 19 Jahren in Lincoln, Nebraska, die NSDAP-Aufbauorganisation, die sich für die Wiederzulassung der NSDAP und die erneute Errichtung des Nationalsozialismus in Deutschland einsetzt.
In Veröffentlichungen sowie auf zahlreichen, von rechtsextremistischen und neonazistischen Gruppierungen organisierten Veranstaltungen sowie zeitweilig per Kurzwellensender aus den USA heraus verbreiten Gary Lauck sowie sein Gesinnungsgenosse Mark Weber die These, der Holocaust könne nicht stattgefunden haben, da gar nicht so viele Juden wie behauptet jemals im Einflussbereich des Dritten Reiches gewesen seien.
Schon 1972 wurde er in Deutschland im Besitz von Tausenden von Hakenkreuz-Aufklebern festgenommen und abgeschoben. 1974 sang er in Hamburg ein Loblied auf Hitler und bekam Einreiseverbot. 1976 scheiterte er erneut beim Versuch, NS-Propagandamaterial nach Deutschland zu schmuggeln, wurde inhaftiert und wieder abgeschoben. Anlässlich einer lang geplanten privaten Besuchsreise nach Dänemark wurde Lauck am 20. März 1995 in Roskilde verhaftet, weil in Deutschland seit September 1994 ein Haftbefehl gegen ihn bestand. Aus der dänischen vorläufigen Auslieferungshaft wurde Lauck später an Deutschland überstellt.
Das Landgericht Hamburg verurteilte Lauck am 22. August 1996 erstinstanzlich wegen Volksverhetzung und Aufstachelung zum Rassenhass (§ 130 StGB) sowie Verbreitung von Propagandamitteln verfassungswidriger Organisationen (§ 86 StGB) und wegen der Verwendung von Kennzeichen verfassungswidriger Organisationen (§ 86a StGB) zu einer Freiheitsstrafe von vier Jahren. Auf Grund der nach Zeitraum und Tatvorwürfen begrenzten Auslieferungsbewilligung und mit Rücksicht auf die kurzen Presseverjährungsvorschriften beruhte dieses Urteil auf der Versendung von sechs Ausgaben des „NS Kampfrufs“ aus den USA, nämlich der Nr. 107 bis 112 in der Zeit von April 1994 bis Februar 1995. Das Gericht war nicht Laucks Auffassung gefolgt, er könne als US-Amerikaner in den USA nach US-Recht tun und lassen, was er für richtig halte, da die Verbreitung von Propagandamaterialien verfassungswidriger Organisationen sowie Schriften, die den Holocaust leugnen, nur in Deutschland, Österreich und Frankreich strafbar sei. Die Revision gegen das Urteil wurde 1997 vom Bundesgerichtshof zurückgewiesen. Nach Verbüßen seiner Strafe kehrte Lauck in die USA zurück.
Bekannt ist Gary Lauck dadurch, dass er die von ihm im Auftrag nachgefertigten Devotionalien des Nationalsozialismus, Reichskriegsflaggen, Hakenkreuzfahnen, Nazi-Armbinden mit großem Hakenkreuz darauf, Orden, Ehrenzeichen und Uniformteile über seine Internetseite weltweit auf Anforderung versendet. Darüber hinaus versendet er Propaganda-Broschüren und sonstiges Werbematerial, was in den USA nach dortigem Recht nicht strafbar ist.
Gary Lauck ist im Netzwerk der Holocaustleugner eingebunden und hält Kontakt zu seinem früheren engen Mitarbeiter Mark Weber, der seit 1995 als Direktor des in Kalifornien/USA ansässigen Institute for Historical Review fungiert.